# Communauté de communes de la Vallée de l'Oule
La communauté de communes de la Vallée de l'Oule est une ancienne communauté de communes française, située dans le département des Hautes-Alpes en région Provence-Alpes-Côte d'Azur.

## Historique
La communauté de communes de la Vallée de l'Oule a été créée par un arrêté préfectoral du 29 décembre 1995.
Le schéma départemental de coopération intercommunale des Hautes-Alpes impose la fusion avec d'autres communautés de communes, la population étant inférieure à 5 000 habitants.
Le premier projet proposait la fusion de cette communauté de communes avec celles du Serrois, de l'Interdépartementale des Baronnies et la commune nouvelle de Garde-Colombe pour former la communauté de communes du Centre Buëch.
Après avis de la commission départementale de coopération intercommunale du 17 mars 2016, la CC de la Vallée de l'Oule fusionne avec les communautés de communes interdépartementale des Baronnies, du Serrois, du Laragnais, du Canton de Ribiers Val de Méouge, du Sisteronais et de La Motte-du-Caire - Turriers. Elle prend le nom de « communauté de communes Sisteronais-Buëch » par l'arrêté préfectoral du 14 novembre 2016.

## Territoire communautaire

### Géographie
La communauté de communes était située à l'ouest du département des Hautes-Alpes.
Elle jouxtait les communautés de communes du Pays de Rémuzat (Drôme) à l'ouest, du Diois (Drôme) au nord, du Serrois à l'est et l'Interdépartementale des Baronnies au sud.
Elle se situait à l'écart des grands axes de communication. Seule la route départementale 26 dessert les trois communes.

### Composition
La communauté de communes contenait les communes de Bruis, Montmorin et Sainte-Marie.

### Démographie
| 1968 | 1975 | 1982 | 1990 | 1999 | 2008 | 2013 |
| ---- | ---- | ---- | ---- | ---- | ---- | ---- |
| 273  | 254  | 216  | 188  | 205  | 196  | 212  |

## Politique et administration

### Siège
Le siège de la communauté de communes était situé à Bruis.

### Présidence
En 2014, un conseil communautaire a élu son président, Gérard Tenoux, et désigné ses deux vice-présidents, Eveline Aubert et Jean-Louis Correard.

### Compétences
L'intercommunalité exerçait des compétences qui lui étaient déléguées par les communes membres :
- production et distribution d'énergie ;
- assainissement non collectif ;
- collecte et traitement des déchets ménagers ;
- protection et mise en valeur de l'environnement ;
- actions de développement économique ;
- activités sportives ;
- aménagement et entretien de la voirie ;
- programme local de l'habitat ;
- technologies de l'information et de la communication, etc.

### Régime fiscal et budget
Fiscalité additionnelle.

## Projets et réalisations
Ouverture d'un cabinet médical ou docteur généraliste à Montmorin

Classé patrimoine prioritaire dans l'horizon 2025

### Sources
- SPLAF (Site sur la Population et les Limites Administratives de la France)
- Fiche dans la base nationale sur l'intercommunalité